# Tuğ
Tuğ est un village situé dans le raion de Khojavend en Azerbaïdjan, ou Togh (en arménien : Տող), quand il formait jusqu'en 2020, une communauté rurale de la région de Hadrout dans la république du Haut-Karabagh.

## Géographie
Le village est établi à une altitude moyenne de 900 m au pied du Toghasar dans le Haut-Karabagh.

## Histoire
Entre 1923 et 1991, le village fait partie de l'oblast autonome du Haut-Karabagh au sein de la république socialiste soviétique d'Azerbaïdjan. De 1991 à 2020, il constitue une communauté rurale de la région de Hadrout dans la république du Haut-Karabagh.
Le 9 novembre 2020, au cours de la deuxième guerre du Haut-Karabagh, la localité passe sous le contrôle de l'Azerbaïdjan, ce qui entraîne l'exode de la population arménienne.

## Démographie
La population s'élevait à 700 habitants en 2005 et à 718 habitants en 2010.

## Culture et patrimoine
Le village abrite une ancienne résidence princière du Dizak. Le monastère de Gtichavank s'élève à 2 km au nord du village.